# 후고 볼프
후고 볼프(Hugo Wolf, 1860년 3월 13일 - 1903년 2월 22일)는 오스트리아의 작곡가이다. 후기 낭만파의 가장 비중있는 가곡 작곡가중 하나이다.

## 생애
1860년 3월 13일 남오스트리아의 빈디슈그라츠(현재의 슬로베니아 슬로벤그라데츠)에서 태어났다. 빈 음악원에서 배웠으나 이태(2년)만에 퇴학당했고 그 뒤로 독학으로 공부하였다. 잘츠부르크의 제2악장(第二樂長)이라는 지위를 얻었으나 다시 빈으로 와서 1884년부터 3년간 《빈 사론브라트》지(紙)에 음악비평을 썼다. 1888년부터 작곡에 열을 올려 《뫼리케 가곡》, 《아이헨도르프 가곡》, 이어 잠시 간격을 두고 《괴테 가곡》, 《에스파냐 가곡》, 그리고 1890년 6월에는 《이탈리아 가곡》 등을 발표했다. 그 뒤로는 갑자기 영감이 끊어져서 작곡은 중단되었다. 그러나 그의 가곡은 점점 세상 사람들에게 알려졌고, 1895년에는 오페라 《코레히도르》을 작곡하였다. 이것은 다음해에 만하임에서 초연되었으나 그리 성공하지 못하였다. 1897년 볼프는 정신이상을 일으켜 다음해 빈의 정신병원에 들어갔으나 1903년 2월 22일 그 곳에서 사망하였다.

## 음악의 특성
볼프는 낭만주의 음악에서 최후의 가곡작가라고 할 수 있다. 볼프 이후의 리트는 리하르트 슈트라우스의 가곡을 제외하고는 그리 애창되지 않고 있다. 볼프의 가곡은 근대의 성격을 지니며 리하르트 바그너에게서 많은 영향을 받아 《트리스탄과 이졸데》에서 전개된 풍부하고 고운 화성이나 복잡한 조바꿈의 기법도 사용하였다. 피아노는 노래에서 자유롭게 표현하고 있다. 볼프는 시가 지닌 특성을 잘 이해해서 그것을 음악에 표현하였다. 시의 의미, 낭송의 중요성, 시구의 의미는 섬세하고 충실하게 음악에 표현되어 있다. 그의 가곡은 독일어 가사와 밀접하게 결부되어 있기 때문에 외국인이 이해하기는 쉽지 않다.

## 주요 작품

### 오페라
- 지방판사 (Der Corregidor) (1895)
- 마누엘 베네거스 (Manuel Venegas) (1897, 미완성)

### 부수음악
- 솔헤우그의 잔치 (Das Fest auf Solhaug) (1890)

### 관현악
- 스케르초와 피날레(1876, 7)
- 교향시 펜테실레이아 바단조(1883~5)

### 현악 사중주
- 라단조(1879~84)
- 간주곡 내림 마장조(1886)
- 이탈리아 세레나데 사장조(1887)

### 피아노
- 변주곡 작품번호 2(1875)
- 피아노 소나타 사장조 작품번호 8(1876)
- 론도 카프리치오소 내림 나장조 작품번호 15(1876)
- 유머레스크 사단조(1877)
- 소곡(1880)

### 가곡
- 저녁 그림(1877)
- 뫼리케 가곡(1888)
- 아이헨도르프 가곡(1886~8)
- 괴테 가곡(1888, 9)
- 스페인 가곡(1889, 90)
- 이탈리아 가곡(1890~96)
- 뤼케르트 가곡(1888~96)
- 미켈란젤로 가곡(1897)
- 가곡 모음(1878)

### 합창
- 아이의 목소리 작품번호 10(1876)
- 세 개의 노래 작품번호 13(1876)
- 세 개의 합창(1876)

## 참고 문헌
- 이 문서에는 다음커뮤니케이션(현 카카오)에서 GFDL 또는 CC-SA 라이선스로 배포한 글로벌 세계대백과사전의 내용을 기초로 작성된 글이 포함되어 있습니다.